# Zend Technologies
Zend Technologies Ltd. — компания-разработчик ядра языка PHP (Zend Engine) и приложений для него, таких как: среда разработки, серверные платформы, оптимизаторы, трансляторы.

## Продукты, выпускаемые компанией
Zend Engine — виртуальная машина, входящая в интерпретатор PHP. Исходный код открыт и распространяется под лицензией Apache License. Версии языка PHP 4.x базируются на ядре Zend Engine 1, версии 5.х на Zend Engine 2. Вторая версия представляет собой серьезный шаг в развитии языка, наиболее крупный из них — это объектная модель.
Zend Platform — решение для обеспечения стабильной и производительной работы серьёзных PHP-приложений. Управление платформой производится через центральную консоль, в которой также можно наблюдать состояние сайтов, вести профайлинг и мониторинг их производительности.
Zend Studio — среда разработки (Integrated Development Environment) позволяющая вести написание и отладку PHP-приложений. Отличительной особенностью является возможность удаленной отладки и профайлинга. Для удаленной отладки требуется установить Zend Studio Server (в простонародии Zend Debugger), который представляет собой серверный модуль.
Zend Guard (ранее назывался Zend Encoder) — позволяет закодировать скрипт в байт-код, который потом можно использовать точно также как и обычный, за исключением возможности его отредактировать. Предназначено для защиты интересов и интеллектуальной собственности разработчика. Для работы таких скриптов обязательно нужен Zend Optimizer.
Zend SafeGuard Suite — то же самое, что и Zend Encoder, только дополнен Zend License Manager, который позволяет создавать лицензии к кодируемым скриптам. Можно задать время (expire) и условия (привязка к IP, MAC, etc) работы. Удобно для Shareware-версий или демоверсий.
Zend WinEnabler — разработан специально для улучшения стабильности и производительности работы PHP на Windows-основанных веб-серверах. Что-то вроде Zend Platform, только для Windows-серверов.
Zend Core for IBM — рабочее окружение, тесно завязанное на технологии компании IBM, такие как DB2, IBM Cloudscape database server и встроенная поддержка XML и Web Services, а также улучшающее поддержку Service Oriented Architectures (SOA).
Zend Optimizer — единственное приложение, распространяемое бесплатно. Являет собой серверный модуль для запуска закодированных с помощью Zend Encoder и Zend SafeGuard Suite скриптов, а также немного их ускоряющий (заявлено, что до 40 %).
Zend Small Business Program (SBP) — специальный комплект для малого бизнеса. Состоит из Zend Studio, Zend Encoder и поддержки сроком на один год. Ранее в комплект входил Zend Accelerator, но сейчас он является частью Zend Platform.
Zend Framework — свободный фреймворк на PHP для разработки веб-приложений и веб-сервисов.
Zend Server — полнофункциональный web-стек, поставляемый в одном пакете. Включает в себя Apache HTTP Server, PHP, Zend Framework, набор модулей для поддержки БД (Oracle, DB2, MySQL, PostgreSQL), коннектор к Java, специально разработанный web-интерфейс для управления конфигурацией, отладчик, оптимизатор байткода и API для организации кеширования. Панель управления включает как оригинальные разработки для управления web-сервером, так и типовые, например, phpMyAdmin.

## Сертификация
Zend предлагает сертификацию для PHP-программистов, после успешного прохождения которой программисты получают статус сертифицированного специалиста Zend, также известную как ZCE (Zend Certified Engineer).